# 张瓘 (前凉)
张瓘（？—359年），安定郡乌氏（今甘肃平凉西北）人，十六国前凉大臣，前凉国王张氏族人。
凉主张骏时，张瓘为宁戎校尉，曾击败后赵将领王擢。张骏分兴晋等八郡为河州（今甘肃临夏西南），以张瓘为刺史。张祚废哀公張曜靈自立，张瓘任枹罕护军。张祚忌张瓘士众强盛，355年，派张掖太守索孚代替张瓘，派手下的将领易揣、张玲率领步兵骑兵一万三千人去袭击张瓘。八月，骁骑将军宋混和其弟宋澄聚集了数万人响应张瓘。宋混杀张祚。张瓘入姑臧，立张玄靓为凉王。张玄靓时年七岁，张瓘自为都督中外诸军事、尚书令、凉州牧、张掖郡公。张瓘专执朝政，赏罚不明，无复纲纪，猜忌苛虐，人心不附。想杀掉宋混以及宋澄，乘势将凉王张玄靓废黜，取而代之。359年，宋混和宋澄聚兵二千反对张瓘。张瓘率领兵众出来迎战，被宋混击败。张瓘手下的玄胪刺击宋混，未能刺透盔甲，宋混擒获了他，张瓘的兵众全部投降。张瓘和他的弟弟张琚自杀，宋混将其宗族灭绝。